# Symphonie no 4 de Dvořák
Pour les articles homonymes, voir Symphonie no 4.
La Symphonie no 4 en ré mineur, opus 13 (B.41), a été écrite par Antonín Dvořák en 1874.
Dvořák compose sa Quatrième Symphonie dans l'intense période créatrice qui suit son mariage. La partition complète est achevée en moins de trois mois.

## Analyse
D'une durée d'environ 40 à 43 minutes, la Quatrième Symphonie comprend les mouvements suivants :
1. Allegro
2. Andante sostenuto e molto cantabile
3. Scherzo : Allegro feroce
4. Finale : Allegro con brio

La symphonie est parcourue par une ardeur presque guerrière : les rythmes pointés sont particulièrement marqués dans les mouvements rapides et le Scherzo, indiqué féroce (feroce), fait intervenir quelques instruments de percussion inhabituels. Avec la Troisième, c'est la seule symphonie de Dvořák qui utilise la harpe. L'Andante est une suite très fluide de variations sur un thème solennel confié aux vents seuls, souvent rapproché de ceux de l'opéra Tannhäuser de Richard Wagner. Le musicologue britannique Michael Kennedy  y voit plutôt la préfiguration d'un thème important de l'oratorio The Kingdom d'Edward Elgar, d'autant qu'Elgar a joué à quelques reprises en tant que violoniste d'orchestre sous la direction de Dvořák lors des séjours de ce dernier en Angleterre. Le spectaculaire Scherzo comporte une section centrale en forme de marche, ponctuée par les percussions et les trilles brillants de plusieurs groupes de l'orchestre, y compris les bassons.
Les deux mouvements extrêmes ont une atmosphère semblable : des éléments martiaux s'opposent à une mélodie au lyrisme expansif. Certains développements sont particulièrement rudes : on y entend de puissants coups de timbales isolés (souvent précédés d'une appoggiature) qui sont une des signatures orchestrales de Dvořák. Le thème lyrique du premier mouvement est accompagné de pizzicati (cordes pincées), alors que celui du dernier mouvement est chanté à la fin par tout l'orchestre sous les martèlements des timbales.

## Instrumentation
La symphonie est écrite pour orchestre avec 2 flûtes, piccolo, 2 hautbois, 2 clarinettes, 2 bassons, 4 cors, 2 trompettes, 3 trombones, timbales, triangle grosse caisse et cymbales frappées, harpe, et cordes.

## Création et publication
Bedřich Smetana donne la première exécution du seul Scherzo le 25 mai 1874. Après quelques retouches apportées en 1887-88, Dvořák dirige la création de l'œuvre dans son intégralité le 6 avril 1892 à Prague. Comme les trois symphonies précédentes, la Quatrième n'est pas éditée du vivant du compositeur, mais seulement dans les années 1960. Cette œuvre orchestrale, pourtant énergique et très colorée, sera davantage enregistrée sur disque que jouée en concert.